# 慧皎
慧皎（えこう）は、中国南朝梁の僧。『高僧伝』の撰者。

## 略歴
会稽郡上虞県の出身であるが、氏族は不明である。
学は博く仏教と俗書に及んでおり、仏教では経律を修めた。会稽の嘉祥寺に住し、春夏には仏法を講説し、秋冬には著述に専心した。承聖2年（553年）、侯景の乱を避けて尋陽郡湓城県に移り、翌承聖3年（554年）2月に没した。享年58。廬山の禅閣寺に葬られた。

## 著書
- 『涅槃経験義疏』
- 『梵網経疏』
- 『高僧伝』